# Autrey (Vosges)
Autrey is een gemeente in het Franse departement Vosges in de regio Grand Est. Autrey telde in 2019 283 inwoners.
De plaats maakt deel uit van het arrondissement Épinal en sinds 22 maart 2015 van het kanton Saint-Dié-des-Vosges-1. Daarvoor viel de gemeente onder het op die dag opgeheven kanton Rambervillers.

## Geografie
De oppervlakte van Autrey bedraagt 17,9 km², de bevolkingsdichtheid is 16 inwoners per km².
De onderstaande kaart toont de ligging van Autrey (Vosges) met de belangrijkste infrastructuur en aangrenzende gemeenten.

## Demografie
Onderstaande figuur toont het verloop van het inwonertal (bron: INSEE-tellingen).